# Gran Premio Marcel Kint 2016
Il Gran Premio Marcel Kint 2016, settantatreesima edizione della corsa, valido come evento dell'UCI Europe Tour 2016 categoria 1.2, si svolse il 12 settembre 2016 su un percorso di 168,6 km, con partenza ed arrivo a Zwevegem, in Belgio. Fu vinto dall'olandese Jan-Willem Van Schip, che terminò la gara in 3h 44' 12" alla media di 45,12 km/h, battendo i belgi Michiel Dieleman e Emiel Vermeulen, piazzatosi terzo.
Dei 139 ciclisti alla partenza 95 portarono a termine la competizione.

## Squadre partecipanti
| N. | Cod. | Squadra                     |
| -- | ---- | --------------------------- |
|    |      | Asfra Racing Team           |
|    | ACT  | Astellas Cycling Team       |
|    | BBD  | Baby-Dump Cycling Team      |
|    |      | Baguet-Miba Poorten-Indulek |
|    | CIB  | Cibel-Cebon                 |
|    | CCB  | Color Code-Arden Beef       |
|    |      | CT Tomacc                   |
|    | RIJ  | Cyclingteam Join's-De Rijke |
|    |      | Dovy Keukens FCC            |
|    | DPC  | Drapac Professional Cycling |
|    |      | Efc-Etixx                   |
|    | LPC  | Leopard Pro Cycling         |
|    |      | Lotto-Soudal U23            |
|    | KCP  | Massi-Kuwait                |
|    | MET  | Metec-TKH                   |

| N. | Cod. | Squadra                          |
| -- | ---- | -------------------------------- |
|    |      | Meubelen Gaverzicht-Glascentra   |
|    |      | Opus International Team          |
|    |      | Pedal Heaven Excel Academy       |
|    | STF  | Start-Vaxes-Partizan             |
|    | SHI  | Superano Ham-Isorex              |
|    | MMM  | Team 3M                          |
|    | CCD  | Differdange-Losch                |
|    | AIR  | Team Illuminate                  |
|    |      | Tops Antiek CT-Atom6             |
|    | TSV  | Topsport Vlaanderen-Baloise      |
|    | VER  | Veranclassic-Ago                 |
|    |      | VL Technics-Experza-Abutriek     |
|    | WBC  | Wallonie Bruxelles-Group Protect |
|    | WGG  | Wanty-Groupe Gobert              |

## Ordine d'arrivo (Top 10)
| Pos. | Corridore            | Squadra      | Tempo    |
| ---- | -------------------- | ------------ | -------- |
| 1    | Jan-Willem Van Schip | De Rijke     | 3h44'12" |
| 2    | Michiel Dieleman     | Cibel–Cebon  | a 2"     |
| 3    | Emiel Vermeulen      | Team 3M      | a 11"    |
| 4    | Amaury Capiot        | Topsport Vl. | s.t.     |
| 5    | Taco van der Hoorn   | De Rijke     | s.t.     |
| 6    | Jenthe Biermans      | Wanty-Gobert | s.t.     |
| 7    | Aksel Nõmmela        | Leopard      | s.t.     |
| 8    | Jimmy Duquennoy      | Wallonie     | s.t.     |
| 9    | Jelle Mannaerts      | Superano     | s.t.     |
| 10   | Gianni Marchand      | Cibel–Cebon  | s.t.     |